# Amdžazade Koprulu Husein Paša
Amdžazade Koprulu Husein Paša (albansko Hysein Pashë Kypriljoti) je bil med vladanjem sultana Mustafe II.  od septembra 1697 do septembra 1702 :225–227 veliki vezir Osmanskega cesarstva, * 1644, † 1702.
Bil je član Mevlevijskega reda in znan po tem, da je imel posluh za potrebe osmanskih muslimanskih podložnikov in potrebe vojaškega in uradniškega razreda.

## Zgodnja leta
Amdžazade Husein se je rodil leta 1644 kot sin  Hasan Age  Kipriljotija, brata Koprulu Mehmed Paše, in zato dobil priimek amdžazade (nečak). O njegovi mladosti in šolanju je malo podatkov. Oče je imel kmetijsko posestvo v turški vasi Kozluk v sedanji Bolgariji, kjer je Husein preživel svojo mladost. Verjetno  je imel dobro osmansko klasično pisarsko ali vojaško izobrazbo, saj je bil prvič omenjen kot  štabni  častnik. Kot visok štabni častnik v osmanski vojski se je udeležil drugega obleganja Dunaja leta 1683. Vojski je poveljeval veliki vezir Merzifonlu Kara Mustafa Paša, ki je bil Huseinov bližnji sorodnik. Po porazu Osmanov v bitki pri Dunaju in umiku v Beograd je bil Kara Mustafa Paša usmrčen, Amdžazade Husein pa aretiran zaradi sorodstva z usmrčenim poveljnikom. 
Leta 1684 so ga izpustili iz zapora, vendar so ga umaknili iz središča moči in ga kot beglerbega  poslali za  upravitelja provinc.  Najprej je bil imenovan za nadzornega guvernerja Džardaka pri Galipoliju v Dardanelah. Zatem je bil povišan v vezirja in dobil podobno, vendar bolj  prestižno službo v Seddulbahirju. Leta 1691 je bil imenovan za začasnega guvernerja (kajmakam)  Istanbula, od koder se je vrnil na svoj prejšnji položaj v Dardanele. Leta 1694 je bil imenovan za kapudan pašo (veliki admiral) in naslednje leto s pomočjo Mezzo Morto Husein Paše osvojil otok Hios, ki je bil v beneški posesti.  Za ta uspeh je bil imenovan za guvernerja Hiosa. Leta 1696 je bil ponovno imenovan za začasnega guvernerja Istanbula in bil kmalu zatem poslan za guvernerja Beograda.
Osmanska vojska pod poveljstvom sultana Mustafe II. je začela pohod proti Habsburžanom in avgusta 1697 prišla v Beograd. V vojnem svetu, ki je delal načrt pohoda, je  Amdžazade Husein  predlagal, naj osmanska vojska napade Varaždin. Drugi so trdili, da bi morali kreniti proti severu. Sprejet je bil njihov predlog. Osmansko vojsko so na pohodu presenetili in v bitki pri Senti 11. september 1697 uničili.
Amdžazade Husein   je leta 1703 svojo hčerko poročil s Kavanoz Ahmed Pašo, ki je kmalu zatem postal veliki vezir.

## Veliki vezir
Amdžazade Koprulu Husein je bil imenovan za velikega vezirja 17. septembra  1697, takoj po katastrofalnem porazu osmanske vojske v bitki pri Senti. Od sultana je dobil obljubo, da bo lahko vladal po svoji presoji brez sultanovega vmešavanja. Od njega se je pričakovalo, da bo na mirovnih pogajanjih v Sremskih Karlovcih izkoristil svoje družinske zveze in dosegel najboljše mogoče pogoje za konec dolge vojne proti Sveti ligi, koaliciji evropskih sil, v kateri so bile Habsburška monarhija, poljsko-litovska Republika obeh narodov, Beneška republika in Rusko carstvo. Po dolgih mesecih pogajanj je bil 26. januarja 1699 podpisan Karlovški mirovni sporazum. Osmansko cesarstvo je moralo Habsburški monarhiji odstopiti vse svoje posesti v Ogrski, vključno s Transilvanijo, ki je bila osmanska že od leta  1526. Podolje je moralo prepustiti Poljski, večji del Dalmacije in Moreo (polotok Peloponez v južni Grčiji) pa Beneški republiki.
Po hudi izgubi poklicnih vojakov v bitki pri Senti in velikega ozemlja je postalo jasno, da mora Osmansko cesarstvo reformirati svoj vojaški, finančni in birokratski sistem. Ta naloga je padla predvsem na pleča velikega vezirja Amdžazade Koprulu Husein Paše.
Husein Paša je začel z gospodarskimi in finančnimi reformami. Znatno je znižal trošarine na tobak in kavo, ki so se med vojno povečale za financiranje vojaških potreb, in dajatve na osnovne potrošniške dobrine, na primer milo in jedilno olje. Med vojno so bili uvedeni tudi posebni davki. Vsi tisti, ki teh izrednih dajatev niso mogli plačati, so bili težki kaznovani. Amdžazade Husein je te izredne davke odpravil in objavil davčno amnestijo za vse tiste, ki teh davkov niso bili sposobni plačati in bi morali plačati visoke globe. Stopnje tradicionalnih davkov je prilagodil tako,  da so ustrezali plačilnim sposobnostim. Razvrednoten denar, kovan med vojno, so nadomestili kovanci polne vrednosti. V pokrajine Urfa, Malatja, Antalja in Ciper, kjer se je število kmetov zmanjšalo na zelo nizko raven, je naselil nomadske Turkmene. Prizadeval  se je razviti nove proizvodne središča, ki bi nadomestila uničeno obrtniško proizvodnjo  in uvoz iz Evrope.:225
Amdžazade Husein je nato pregledal plačne sezname profesionalne vojske (kapıkulu). Enote janičarjev, ki so pred Karlovškim mirom štele 70.000 mož, od tega samo 10.000 borcev, je zmanjšal na 34.000. Topniški korpus je zmanjšal s 6.000 na 1.250 mož. Sledilo je novo novačenje v korpus spahij (kapıkulu sipahi). Podobno so bili reformirani tudi podeželski timarski spahije. V teh enotah je izkoreninil podkupovanje in uvedel ustrezno vzdrževanje in urjenje.:225
Reorganizirana je bila tudi  vojna mornarica pod poveljstvom Mezzo Morto Husein Paše, ki se bil tesen zaveznik velikega vezirja. Nova flota galeonov na jadra je končno zamenjala galeje na vesla. Reorganizirano je bilo tudi mornariško častniško osebje in moštvo s popolnoma novo hierarhijo. Mornariški in kopenski častniki nižjega ranga so bili praviloma nameščeni v vojašnice. V mornarici so bili prvi, ki so razmišljali od dobrih plačah in celo pokojninah. Nazadnje je bila reorganizirana birokracija pisarjev osrednje vlade in dvora. Stare in neučinkovite pisarje so upokojili in zaposlili nove, ki so se usposabljali v novih pisarskih šolah.:226
Sultana je zelo prizadel poraz v bitki pri Senti, v kateri je bil osebno prisoten. Amdžazade Huseinu je dal proste roke pri upravljanju svojega cesarstva in se umaknil na dvor, ne v Istanbulu, temveč v stari palači v Edirnu. Njegov tesni svetovalec je postal njegov stari učitelj, klerik Fejzulah Efendi, katerega ga je imenoval za šejka islama (turško Şeyhülislam, čuvaj vere).  Fejzulah Efendi je kmalu postal siva eminenca cesarstva. Takoj, ko so se začeli udejanjati sklepi Karlovškega mirovnega sporazuma, je okoli sebe zbral  kliko sorodnikov in zaveznikov, jih začel imenovati na ključne državne položaje in postal središče spletk proti velikemu vezirju Amdžazade Huseinu. Za svojega namestnika in naslednika na položaju šejka islama je imenoval svojega sina. Imenovanje šejka islama  po dinastičnih pravilih je bilo povsem brez primere, vendar Amdžazade Husein pri tem ni imel velike izbire. Od takrat naprej je Fejzulah Efendi vsakokrat, ko bi Amdžazade Huseinovi ukrepi vplivati na njegove interese, posredoval in ustavil  politiko velikega vezirja.

## Smrt
Julija 1701 je umrl Amdžazade Huseinov zaveznik Mezzo Morto Husein Paša in občutljivo razmerje moči med Istanbulom in Edirnom se je nagnilo na Fejzulah Efendijevo stran.  Dogajanja so Amdžazade Husein Pašo tako prizadela, da je resno zbolel. Bolezen so pripisali njegovi nemoči. Ko je ozdravel, je septembra 1702 odstopil s položaja velikega vezirja.:227
Šel je živet na svoje posestvo v Silivri blizu Istanbula, kjer je pred koncem leta umrl.  Pokopan je bil v grobnici v istanbulski četrti Sarachanebasi.

## Zapuščina
Amdžazade Husein je bil sposoben administrator in pomemben reformator in ponovno dokazal sposobnosti članov družine Koprulu. Po veliki krizi je uspel  obdržati nedotaknjeno moč cesarstva, dokler ga ni s položaja izrinil vpliven klerik.
Njegova lesena rezidenca (yali)  "Köprülü Yalisi" ob Bosporju, zgrajena leta 1699, je najstarejša zasebna rezidenca v Istanbulu. Trdi se, da je Amdžazade Husein ravno v tej zgradbi pregledal končno različico Karlovškega mirovnega sporazuma.